# Джермейн Бекфорд
Джермейн Пол Александр Бекфорд або просто Джермейн Бекфорд (англ. Jermaine Paul Alexander Beckford, нар. 9 грудня 1983, Лондон) — ямайський футболіст, який грав на позиції нападника. Футболом розпочав займатися в «Челсі», на дорослому рівні виступав за «Вілдстоун», «Аксбридж», «Лідс Юнайтед», «Карлайл Юнайтед», «Сканторп Юнайтед», «Евертон», «Лестер Сіті», «Гаддерсфілд Таун», «Болтон Вондерерз», «Престон Норт-Енд» та «Бері». Представляв Ямайку на міжнародному рівні.

## Клубна кар'єра

### Ранні роки
Народився 9 грудня 1983 року в місті Лондон. Вихованець футбольної школи клубу «Челсі», в якій виступав разом з Карлтоном Коулом. Після відходу з челсі приєднався до «Вілдстоуна» з Прем'єр-дивізіону Істмійської ліги, паралельно з зайняттям футболом працював монтажником скла у фірмі RAC. Висока результативність нападника привернула увагу понад 30 клубів Футбольної ліги, які надсилали скаутів на домашні поєдинки «Вілдстоуна». У сезоні 2006/07 років відзначився 35-а голами в 40-а матчах у футболці «Вілдстоуна». Побував на перегляді в «Крістал Пелес» з Чемпіоншипу, проте в березні 2006 року уклав договір з «Лідс Юнайтед».

### «Лідс Юнайтед»
У новій команді дебютував 21 березня в програному поєдинку проти «Крістал Пелес», в якому вийшов на футбольне поле з лави для запасних. У складі «Лідс Юнайтед» провів 4 поєдинки. 5 жовтня 2006 року відправився в 1-місячну оренду до «Карлайл Юнайтед», відзначився голом в своєму дебютному поєдинку за нову команду, у воротах «Міллволл». По завершенні оренди повернувся в «Лідс», зіграв 1 поєдинок за команду, після чого відправився в оренду до завершення сезону в колектив Першої ліги «Сканторп Юнайтед». Після свого переходу грав у кожному матчі за «Скантроп», відзначився 8-а голами та допоміг команді виграти Першу лігу.
У сезоні 2007/08 років знову грав за «Лідс Юнайтед» (перший з трьох сезонів, проведених з командою в Першій лізі). 18 серпня відзначився дебютним голом за «Лідс» в переможному (4:1) поєдинку проти «Сканторп Юнайтед». Підписав з клубом новий 3-річний контракт, за яким повинен був грати в «Лідсі» до завершення сезону 2009/10 років, а в жовтні 2007 року отримав нагороду Найкращого гравця місяця в Першій лізі за версією вболівальників. У березні 2008 року він виграв дві нагороди на 3-й щорічній царемонії нагородження Football League Awards в лондонському готелі Grosvenor House Hotel — Найкращий гравець року Першої ліги та найкрасивший гол Першої ліги, яким Джерменйн відзначився під час виступів в оренді за «Сканторп Юнайтед» у ворота «Ротергем Юнайтед».

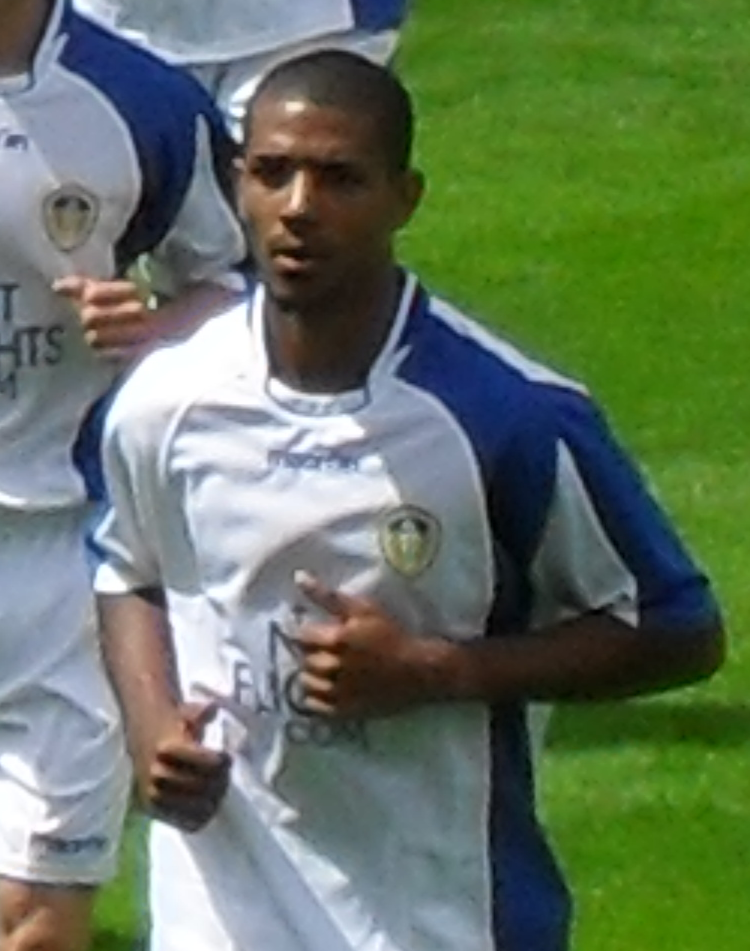
Джермейн Бекфорд під час виступів за «Лідс Юнайтед» у 2009 році

Бекфорд розпочав сезон 2008/09 років, відзначившись десятьма голами у восьми матчах (в яких вийшов у старті), у тому числі й дебютним хет-триком на професіональному рівні, в першому раунді Кубка Ліги, коли Лідс обіграв представника Другої ліги «Честер Сіті». До завершення сезону відзначився 27-а голами у всіх турнірах, завдяки чому отримав пропозицію нового контракту з клубом. Спочатку відхилив її, після чого гравця виставили на трансфер. «Лідс» відхилив дві пропозиції по Бекфорду, після чого зняли зі списку гравців, виставлених на трансфер, та залишили в клубі.
Наприкінці грудня, в сезоні 2009/10 років, вже мав на своєму рахунку 18 голів, повідомлялося про інтерес до нападника з боку «Ньюкасл Юнайтед», який зробив пропозицію по Джермейну. Став автором історичного для «Лідс Юнайтед» голу, коли відзначився єдиним точним ударом у матчі проти найпринциповішого суперника «Лідса», «Манчестер Юнайтед», у третьому раунді у Кубку Англії. МЮ вперше під керівництвом Сера Алекса Фергюсона вилетів на такій ранній стадії національного кубку. Через декілька днів відхилив пропозицію про перехід, після чого в четвертому раунді кубку Англії відзначився переможним голом у воротах «Тоттенгем Готспур». За підсумками сезону відзначився 31-м голом у всіх турнірах, у тому числі й 21-м — у чемпіонаті, чим допоміг «Лідсу» автоматично пробитися до Чемпіоншипу. Завдяки голу на Олд Траффорд у ворота «Манчестер Юнайтед» отримав від клубу нагороду Найкращий гравець сезону. По завершенні сезону, у травні 2010 року, «Лідс» на місяць раніше припинив дію контракта Джермейна, щоб футболіст мав можливість знайти нову команду.

### «Евертон»

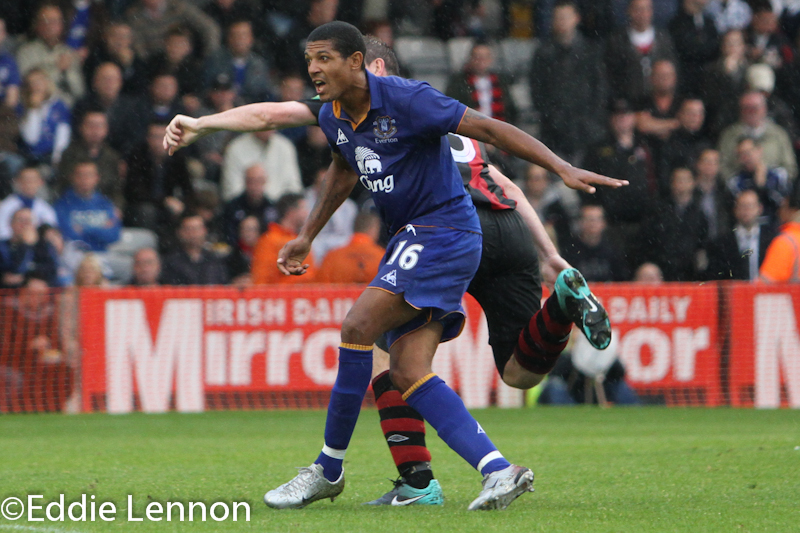
Джермейн Бекфорд під час виступів за «Евертон», 2011 рік

У травні 2010 року вільним агентом приєднався до «Евертона», підписавши з клубом 4-річний контракт, отримав футболку з 16-м ігровим номером. Виступав за «ірисок» у передсезонних товариських матчах, дебютував за команду, вийшовши на поле в другому таймі поєдинку проти «Блекберн Роверз», а наступного туру вийшов у стартовому складі в поєдинку проти «Вулвергемптон Вондерерз». Дебютним голом за «Евертон» відзначився у серпні 2010 року, реалізувавши пенальті в поєдинку Кубку Ліги проти «Гаддерсфілд Таун». Одужавши від травми, дебютним голом за «ірисок» у чемпіонаті відзначився в листопаді 2010 року, у воротах «Болтон Вондерерз». Також відзначився голом на Енфілді в поєдинку Мерсісайдського дербі. В останньому турі чемпіонату на Гудісон-Парк відзначився голом після сольного проходу до воріт «Челсі» (1:0). За підсумками дебютного сезону у футболці «Евертона» відзначився 10-а голами у всіх турнірах, у тому числі й 8-а — в чемпіонаті.

### «Лестер Сіті»
31 серпня 2011 року «Евертон» прийняв пропозицію про перехід Джермейна Бекфорда до «Лестер Сіті» за 2,5 мільйони британських фунтів. Бекфорд прибув на Кінг Павер Стедіум лише за 40 хвилин до закриття літнього трансферного вікна 2011 року й підписав з клубом 4-річний контракт, завдяки чому став 12-м літнім новачком «Лестера». Дебютним голом за нову команду відзначився 19 жовтня 2011 року в переможному (2:0) поєдинку проти «Вотфорда». 17 січня Джермейн відзначився дебютним хет-триком за нову команду, в переможному (4:0) поєдинку кубку Англії проти «Ноттінгем Форест». Відзначився голом у поєдинку кубку Англії проти «Свідон Таун», у березні 2012 року відзначився ще двічі, в переможному (3:1) поєдинку проти «Бірмінгем Сіті» та в нічийному (3:3) матчі проти «Блекпула».
31 серпня 2012 року повинен був відправитися в оренду до іншої команди. Проте перехід зірвався, тому протягом тижня тренувався з молодіжною командою «лисиць». 28 вересня 2012 року відправився в 93-денну оренду (до 29 грудня) до «Гаддерсфілд Таун». А вже наступного дня дебютував за нову команду, в програному (2:3) поєдинку проти «Вотфорда» на Стадіоні Джона Сміта. 6 жовтня 2012 року відзначився дебютним голом за «Гаддерсфілд» у переможному (1:0) поєдинку проти «Бірмінгем Сіті» на Сент-Ендрюс.

### «Болтон Вондерерз»

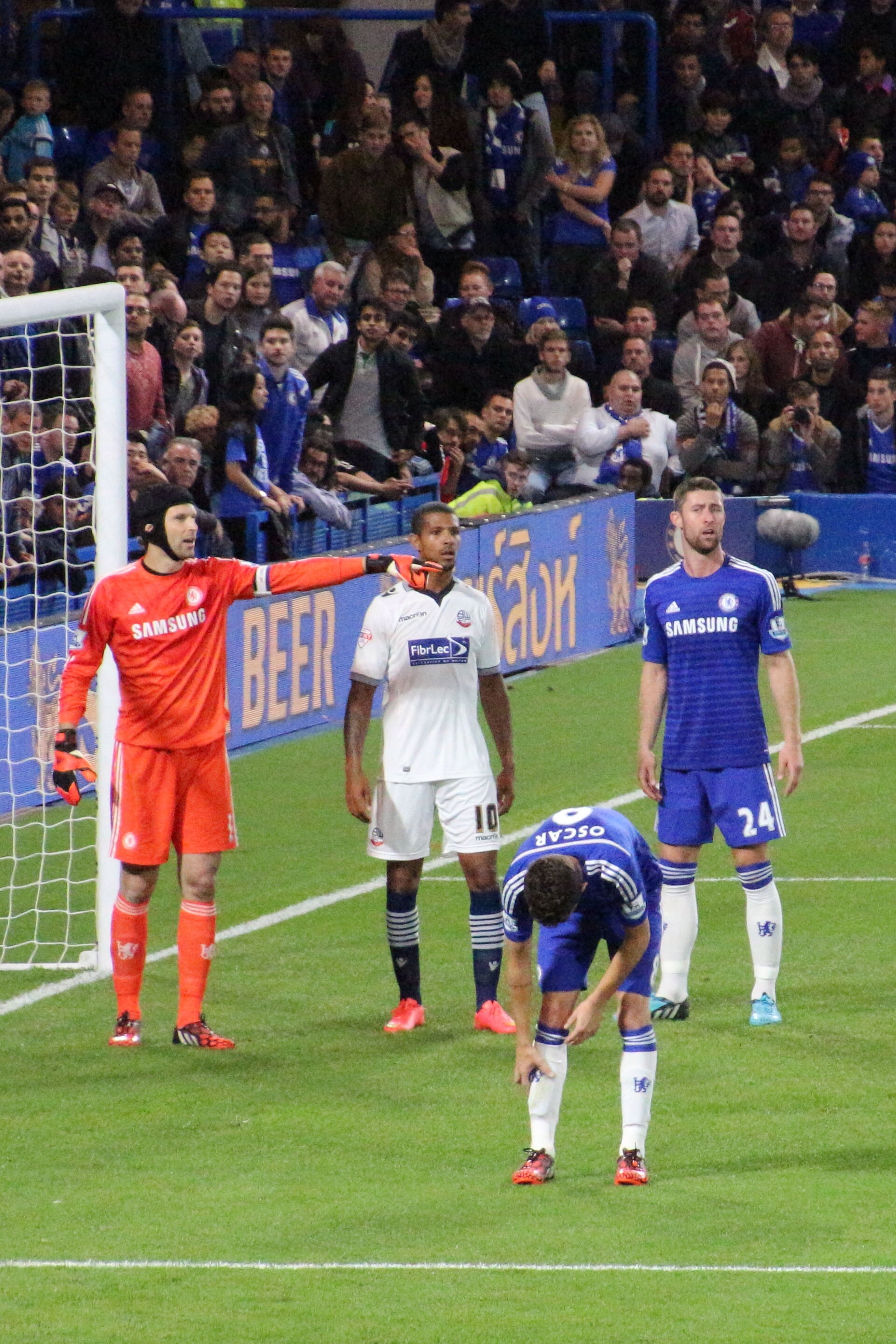
Джермейн Бекфорд (на дальному плані праворуч у білій формі) під час матчу «Болтон Вондерерз» проти «Челсі» в поєдинку Кубку ліги 2014 року

17 липня 2013 року за невідому платню перебрався до «Болтон Вондерерз», підписавши 2-річний контракт. Дебютував за «Болтон» в нічийному (1:1) поєдинку Ланкаширського дербі проти «Бернлі», де зіграв 8 хвилин, після чого його замінив Крейг Девіс. Дебютним голом за команду відзначився в нічийному (1:1) поєдинку Кубку Ліги проти «Транмер Роверс», також відзначився реалізованим ударом у серії післяматчевих пенальті, в якому «Болтон» поступився з рахунком 2:4.
Дебютним голом у чемпіонаті за «Болтон» відзначився в переможному (2:1) поєдинку проти «Бірмінгем Сіті», яка також стала першою для Болтона в новому сезоні. Незважаючи на не дуже впевнений старт, у перших 6 матчах Джермейн відзначився 5-а голами (у ворота «Бірмінгема», «Шеффілд Венсдей», «Борнмута», «Мілволл» та «Вотфорда»). 11 листопада 2013 року клуб взяв у короткострокову оренду нападника Джо Мейсона. Після цього на деякий час Бекфорд перебрався на лаву для запасних, і лише 30 грудня 2013 року вийшов на поле в стартовому складі проти свого колишнього клубу, «Лестер Сіті», та відзначився голом у воротах «лисиць». Проте «Болтон» все одно зазнав поразки (3:5).
У сезоні 2014/15 років дебютними голами відзначився 26 серпня 2014 року, в кубку Ліги проти «Кру Александра» (двома голами)

### «Престон Норт-Енд»
20 листопада 2014 року відправився в оренду (до завершення сезону 2014/15 років) у «Престон Норт-Енд», який тренував знайомий Джермейну по «Лідсу» Саймон Грейсон. 5 днів по тому дебютував у новій команді, в поєдинку Трофея Футбольної ліги проти «Олдем Атлетік». У чемпіонаті вперше за «Норт-Енд» зіграв 29 листопада в поєдинку проти «Йовіл Таун». Дебютним голом за «Престон» нападник відзначився 20 грудня 2014 року в поєдинку проти «Пітерборо Юнайтед», а востаннє в 2014 році — в матчі 8-о туру проти «Кру».
У «Престоні» знову набрав оптимальної форми, відзначився 18-а голами в 31-у матчі у всіх турнірах, у тому числі й хет-триком 24 травня 2015 року у фіналі плей-оф на Вемблі проти «Свідон Таун», чим допоміг команді вийти до Чемпіоншипу.
Після отримання статусу вільного агента від «Болтон Вондерерз», 1 липня 2015 року підписав повноцінний 2-річний контракт з «Престон Норт-Енд». У першій частині сезону зіграв 10 матчів у чемпіонаті та 1 матч у кубку Ліги, в яких відзначився 2-а голами.
Першим голом у сезоні 2016/17 відзначився 20 серпня 2016 року в переможному (2:0) поєдинку проти «Квінз Парк Рейнджерс». 3 грудня того ж року отримав червону картку за бійку зі своїм одноклубником Еюном Дойлом, який також отримав червону картку. Відбувши дискваліфікацію повернувся на поле лише на 3 хвилини в матчі проти «Лідс Юнайтед», після чого вдарив свого колишнього партнера по «Лідс Юнайтед» Кайла Бартлі та отримав червону картку.

### «Бері»
15 травня 2017 року, після отримання статусу вільного агента від «Престон Норт-Енд», підписав 2-річний контракт «Бері». Дебютним голом у новій команді відзначився 5 серпня в переможному (1:0) поєдинку проти «Волсолла».
27 серпня 2019 року, через травми, вирішив завершити футбольну кар'єру.

## Виступи за збірну
Батько — ямаєць, мати — гренадійка, завдяки цьому отримав право вибору яку країну представляти — Ямайку, Гренаду або Англію.
У травні 2009 року головний тренер національної збірної Гренади Томмі Тейлор запропонував Джермейну представляти Гренаду на міжнародному рівні. У травні 2011 року видання Jamaica Star повідомило, що Бекфорд схиляється до можливості виступати на міжнародному рівні за Ямайку.
У листопаді 2012 року Федерація футболу Ямайки повідомила, що Бекфорд виявив інтерес представляти «Реггі Бойз» й опинився в списку гравців, які мають можливість отримати виклик до матчів кваліфікації Чемпіонату світу 2014 року.
31 січня 2013 року Бекфорд викликаний до складу національної збірної Ямайки на поєдинок проти Мексики на Ямайці, проте наступного дня отримав травму та випав зі складу збірної. Протягом кар'єри у національній команді, яка тривала 1 рік, провів у її формі 6 матчів, забивши 1 гол.

## Особисте життя
Молодший брат Бекфорда, Тревіс, виграв першу серію Street Striker Wayne Rooney на Sky1.

## Статистика виступів

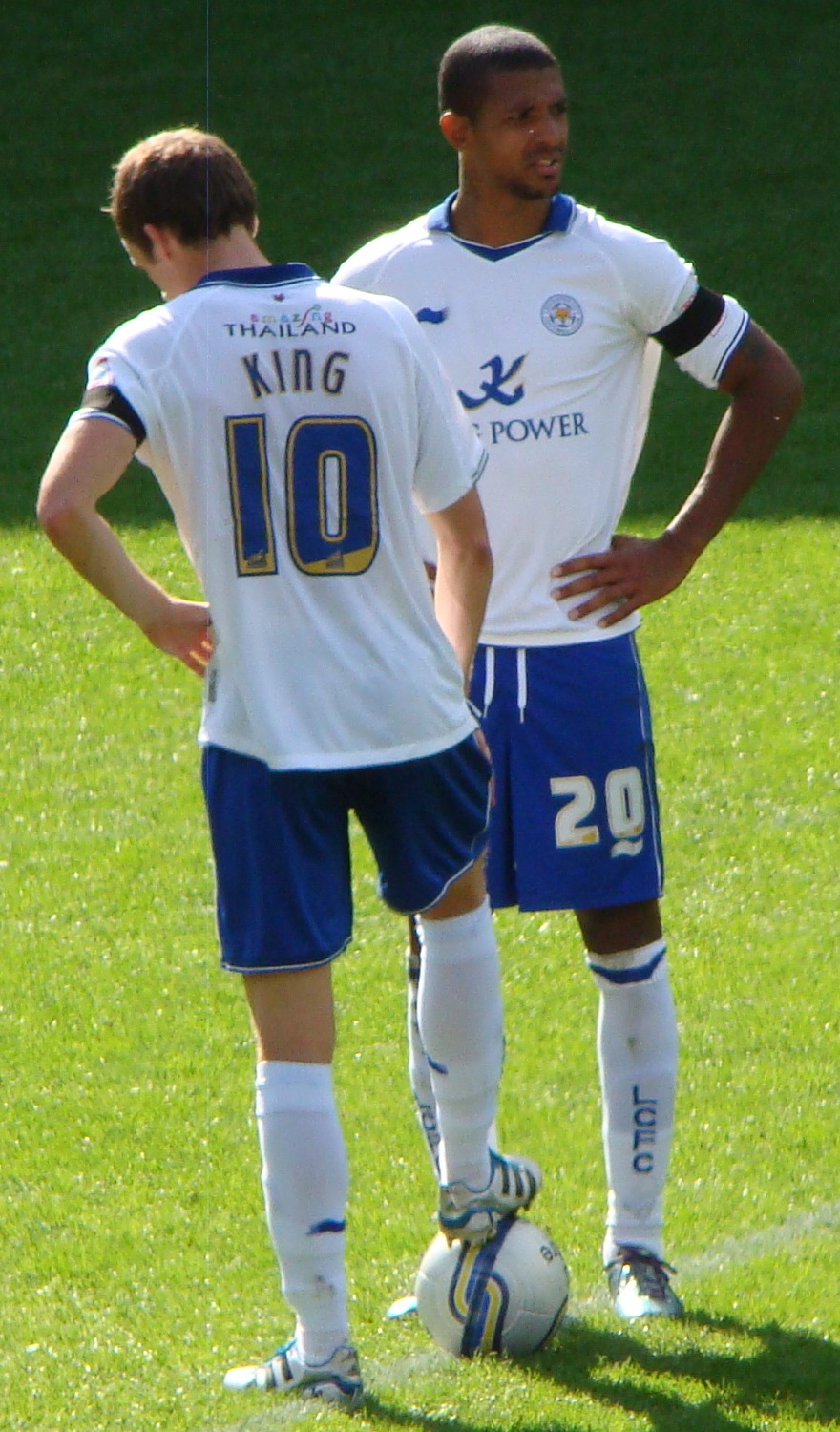
Джермейн Бекфорд (праворуч) під час виступів за «Лестер Сіті» у 2011 році

### Club
Станом на match played 9 March 2019
| Клуб                        | Сезон             | Ліга              | Ліга  | Ліга | Кубок ФА | Кубок ФА | Кубок Ліги | Кубок Ліги | Інші  | Інші | Загалом | Загалом |
| Клуб                        | Сезон             | Дивізіон          | Матчі | Голи | Матчі    | Голи     | Матчі      | Голи       | Матчі | Голи | Матчі   | Голи    |
| --------------------------- | ----------------- | ----------------- | ----- | ---- | -------- | -------- | ---------- | ---------- | ----- | ---- | ------- | ------- |
| «Лідс Юнайтед»              | 2005–06           | Чемпіоншип        | 5     | 0    | —        | —        | —          | —          | 0     | 0    | 5       | 0       |
| «Лідс Юнайтед»              | 2006–07           | Чемпіоншип        | 5     | 0    | 0        | 0        | 1          | 0          | —     | —    | 6       | 0       |
| «Лідс Юнайтед»              | 2007–08           | Перша ліга        | 40    | 20   | 2        | 0        | 2          | 0          | 3     | 0    | 47      | 20      |
| «Лідс Юнайтед»              | 2008–09           | Перша ліга        | 34    | 27   | 1        | 3        | 4          | 4          | 3     | 0    | 42      | 34      |
| «Лідс Юнайтед»              | 2009–10           | Перша ліга        | 42    | 25   | 6        | 5        | 2          | 0          | 2     | 1    | 52      | 31      |
| «Лідс Юнайтед»              | Загалом           | Загалом           | 126   | 72   | 9        | 8        | 9          | 4          | 8     | 1    | 152     | 85      |
| «Карлайл Юнайтед» (оренда)  | 2006–07           | Перша ліга        | 4     | 1    | —        | —        | —          | —          | 1     | 0    | 5       | 1       |
| «Сканторп Юнайтед» (оренда) | 2006–07           | Перша ліга        | 18    | 8    | —        | —        | —          | —          | —     | —    | 18      | 8       |
| «Евертон»                   | 2010–11           | Прем'єр-ліга      | 32    | 8    | 4        | 1        | 2          | 1          | —     | —    | 38      | 10      |
| «Евертон»                   | 2011–12           | Прем'єр-ліга      | 2     | 0    | —        | —        | —          | —          | —     | —    | 2       | 0       |
| «Евертон»                   | Загалом           | Загалом           | 34    | 8    | 4        | 1        | 2          | 1          | —     | —    | 40      | 10      |
| «Лестер Сіті»               | 2011–12           | Чемпіоншип        | 39    | 9    | 5        | 6        | 0          | 0          | —     | —    | 44      | 15      |
| «Лестер Сіті»               | 2012–13           | Чемпіоншип        | 4     | 0    | —        | —        | 1          | 0          | —     | —    | 5       | 0       |
| «Лестер Сіті»               | Загалом           | Загалом           | 43    | 9    | 5        | 6        | 1          | 0          | —     | —    | 49      | 15      |
| «Гаддерсфілд Таун» (оренда) | 2012–13           | Чемпіоншип        | 21    | 8    | 1        | 1        | —          | —          | —     | —    | 22      | 9       |
| «Болтон Вондерерз»          | 2013–14           | Чемпіоншип        | 33    | 7    | 1        | 1        | 1          | 1          | —     | —    | 35      | 9       |
| «Болтон Вондерерз»          | 2014–15           | Чемпіоншип        | 13    | 0    | —        | —        | 3          | 2          | —     | —    | 16      | 2       |
| «Болтон Вондерерз»          | Загалом           | Загалом           | 46    | 7    | 1        | 1        | 4          | 3          | —     | —    | 51      | 11      |
| «Престон Норт-Енд» (оренда) | 2014–15           | Перша ліга        | 23    | 12   | 2        | 0        | —          | —          | 6     | 6    | 31      | 18      |
| «Престон Норт-Енд»          | 2015–16           | Чемпіоншип        | 10    | 2    | 0        | 0        | 1          | 0          | —     | —    | 11      | 2       |
| «Престон Норт-Енд»          | 2016–17           | Чемпіоншип        | 18    | 1    | 0        | 0        | 1          | 0          | —     | —    | 18      | 1       |
| «Престон Норт-Енд»          | Загалом           | Загалом           | 51    | 15   | 2        | 0        | 1          | 0          | 6     | 6    | 60      | 21      |
| «Бері»                      | 2017–18           | Перша ліга        | 15    | 8    | 0        | 0        | 1          | 0          | 0     | 0    | 16      | 8       |
| «Бері»                      | 2018–19           | Друга ліга        | 1     | 0    | 0        | 0        | 0          | 0          | 0     | 0    | 1       | 0       |
| «Бері»                      | Загалом           | Загалом           | 16    | 8    | 0        | 0        | 1          | 0          | 0     | 0    | 17      | 8       |
| Усього за кар'єру           | Усього за кар'єру | Усього за кар'єру | 359   | 136  | 22       | 17       | 17         | 8          | 15    | 7    | 414     | 168     |

1. ↑  Матчі в плей-оф Першої ліги.
2. ↑  Один матч у Трофеї ФЛ; два в плей-оф Першої ліги.
3. 1 2  Матчі в Трофеї ФЛ.
4. ↑  Три матчі в Трофеї ФЛ; три матчі в плей-оф Першої ліги.

### У збірній
Станом на 10 вересня 2013.
| Національна збірна | Рік     | Матчі | Голи |
| ------------------ | ------- | ----- | ---- |
| Ямайка             | 2013    | 6     | 1    |
| Загалом            | Загалом | 6     | 1    |

### Голи за збірну
As of match played 7 June 2013. Jamaica score listed first, score column indicates score after each Beckford goal.
| № | Дата          | Стадіон                            | Матчі | Суперник | Рахунок | Результат | Змагання                           |
| - | ------------- | ---------------------------------- | ----- | -------- | ------- | --------- | ---------------------------------- |
| 1 | 7 червня 2013 | Індепенденс Парк, Кінгстон, Ямайка | 4     | США      | 1–1     | 1–2       | кваліфікація чемпіонату світу 2014 |

## Досягнення
«Лідс Юнайтед»
- Перша ліга
  -  Срібний призер (1): 2009/10[55]

«Престон Норт-Енд»
- Плей-оф Першої ліги
  -  Чемпіон (1): 2015[56]

Індивідуальні
- Команда року ПФА (1): Перша ліга ПФА 2007/08[57]
- Найкращий гравець місяця Першої ліги (3): вересень 2008[58], грудень 2009, квітень 2015[59]
- Найкращий гравець року в Першій лізі: 2007/08[10], 2009/10[60]
- Найкращий гол Футбольної ліги (1):  2007–08[11]